# NGC 2862
NGC 2862 (również PGC 26690 lub UGC 5010) – galaktyka spiralna z poprzeczką (SBbc), znajdująca się w gwiazdozbiorze Lwa. Odkrył ją Heinrich Louis d’Arrest 21 lutego 1863 roku.